# Max Scheidereit
Max Scheidereit (* 4. Juli 1899 in Gerhartzwalde, Ostpreußen; † 18. Dezember 1967) war ein deutscher Gewerkschafter und Politiker der KPD.
Scheidereit war Metallarbeiter und gehörte seit 1919 dem deutschen Metallarbeiterverband an. Seit 1920 war er Mitglied der KPD. Zwischen 1923 und 1926 besuchte er die freie Volks-Hochschule. Von 1927 bis 1933 war Scheidereit Betriebsratsmitglied. Außerdem war er in dieser Zeit Mitglied der Bezirksleitung der KPD für das Ruhrgebiet.
In der Zeit des Nationalsozialismus war Scheidereit in den Konzentrationslagern Esterwegen, Papenburg, Oranienburg und Sachsenhausen inhaftiert.
Nach 1945 war er Mitglied der IG Metall und Betriebsratsvorsitzender. Seit 1946 war Scheidereit Vorsitzender der IG Metall Verwaltungsstelle Bochum und Mitglied im Hauptvorstand für die britische Besatzungszone. 
Scheidereit war für die KPD in den Jahren 1946 und 1947 Mitglied des Ernannten Landtages von Nordrhein-Westfalen. Seit dem 3. Dezember 1948 wurde er als Nachrücker Mitglied des ersten gewählten Landtages.